# Passo Kyzylart
Il passo Kyzylart (in russo Кызыл-Арт?; in lingua kirghisa Кызыл-Арт ашуусу) è un valico montano alto 4.280 m s.l.m. e posto lungo la Strada del Pamir, nella catena montuosa del Trans-Alaj.
Dalla parte kirghisa la strada è denominata EM-07, da quella tagika invece RB-05.

## Descrizione
Il passo è posto al confine tra le repubbliche dell'Asia centrale del Kirghizistan a nord e il Tagikistan a sud, e collega la provincia kirghisa (oblast') di Oš con la Regione Autonoma di Gorno-Badachshan nell'estremità orientale del Tagikistan. Il passaggio tra queste aree aride, scoscese e scarsamente popolate, non è molto trafficato.
Il passo si trova a circa 50 km a sud della città kirghisa di Sary Taš nella valle di Alaj, sulla sezione completata nel 1932 della Strada del Pamir da Oš in Kirghizistan nella valle di Ferghana a Hough in Tagikistan. Da Sary Taš la strada si dirige verso l'altopiano del Pamir, raggiungendo il lago Kara-Kul e la città di Murghob nel Tagikistan.
Provenendo da nord dall'ampia valle dell'Alaj, situata tra i monti Alaj e la catena del Transalaj del Pamir, nella parte superiore del Kyzylsuu, la salita al passo è piuttosto pianeggiante. Sul lato sud, verso la valle desertica di Markansu, invece il percorso è più ripido.
Il posto di frontiera sul lato kirghiso è a Bor-Döbö.

## Galleria d'immagini

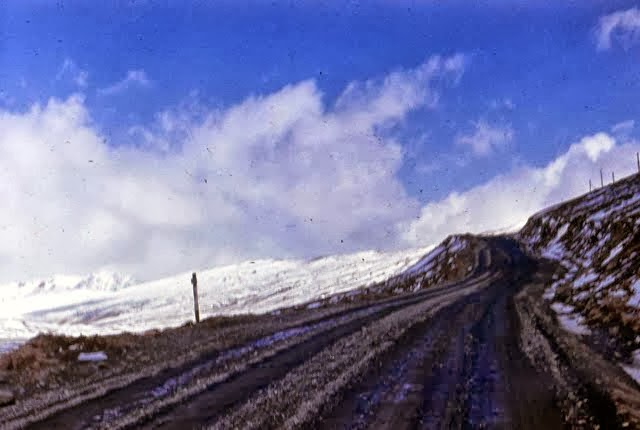
La salita verso il passo
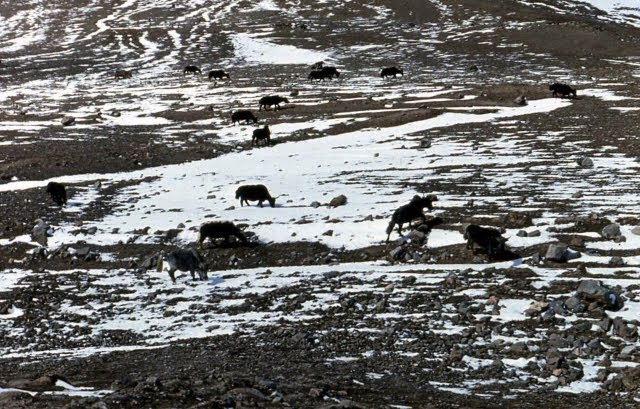
Yaki al pascolo
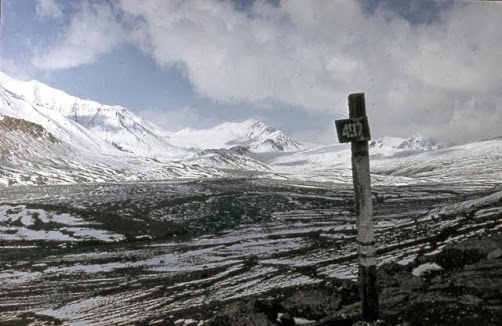
Segnale chilometrico
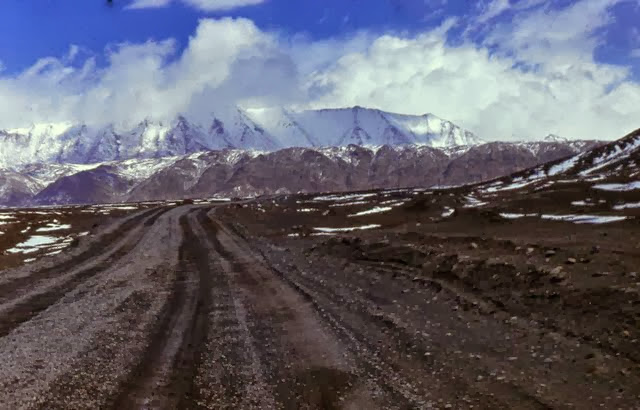
La Strada del Pamir nei pressi del passo